# Biserica din Ocnița, Stînga Nistrului
Biserica cu clopotniță este o biserică amplasată în Ocnița, raionul Camenca, Republica Moldova. Este un monument arhitectural de importanță națională inclus în Registrul monumentelor Republicii Moldova ocrotite de stat cu nr. 265 (Unitățile Administrativ-Teritoriale din Stînga Nistrului). Datează din sec. XIX.